# ماسيميليانو روزا
ماسيميليانو روزا (بالإيطالية: Massimiliano Rosa)‏ هو لاعب كرة قدم إيطالي في مركز الدفاع، ولد في 12 أكتوبر 1970 في البندقية في إيطاليا. لعب مع نادي بادوفا ونادي ساليرنيتانا ونادي سبال ونادي فينيزيا ونادي كالياري ويوفنتوس.